# Венера Боргезе
Венера Боргезе — римська мармурова статуя Венери, походить від давньогрецького оригіналу Афродіти Книдської (350—330 рр. до зв. е.), твору скульптора Праксителя. Як і Венера Капітолійська належить до типу Венери цнотливої (лат. Venus Pudica).

## Історія та опис
Робота невідомого автора датується ІІ століттям нашої ери. Зберігалася в колекції родини Боргезе. В 1861 році придбана Наполеоном III і в 1863 потрапила до Лувру. Її інвентарний номер MR 369 (Ma 335). Три інші статуї Венери також були придбані з колекції Боргезе для Лувру: «Афродіта біля колони» («Aphrodite au pilier»), «Збройна Венера» («Vénus en armes») та «Афродіта Кнідська».
Скульптура Венери заввишки 1,8 метра виготовлена з мармуру. Купідон і дельфін, розташовані ліворуч від цілковито оголеної богині, є класичними атрибутами Венери, але, ймовірно, є доповненням скульптора-копіїста неоаттичної школи.
Подібна скульптура є в Музеї Анталії, де в Амура відламані обидві руки й ліва нога. У Британському музеї зберігається малюнок невідомого автора другої половини XVII століття, який зобразив цю скульптуру (інв. номер 2010, 5006.1875).